# Proberta (Kalifornija)
Proberta je naseljeno područje za statističke svrhe u američkoj saveznoj državi Kalifornija. Prema popisu stanovništva iz 2010. u njemu je živjelo 267 stanovnika.